# Rixton
Rixton — британская поп-R&B группа из Манчестера. Группа была создана в 2012 году и первоначально называлась Relics. Их дебютный сингл «Me and My Broken Heart» был выпущен на международном уровне.

## История группы
Джейк Роше (сын актёра Шейна Ричи и бывшей участницы группы The Nolans Колин Нолан) и Дэнни Уилкин начали вместе писать после того, как покинули школу. Позже к ним присоединился Чарли Бэгнолл, с которым они познакомились через общих друзей и Льюи Морган, который стал участником группы после встречи с Джейком. Первоначально они стали известны на YouTube, размещая каверы на песни других исполнителей.

## Состав группы
- Джейк Роше — ведущий вокал, ритм-гитара
- Чарли Бэгнолл — соло-гитара, бэк-вокал
- Дэнни Уилкин — бас-гитара, клавишные, бэк-вокал
- Льюи Морган — ударные

## Дискография

### Студийные альбомы
| Название     | Детали |
| ------------ | --- |
| Let the Road | - Выпущен: 3 марта 2015 - Лейбл: School Boy, Giant Little Man, Mad Love, Interscope - Форматы: CD, цифровая дистрибуция |

### Мини-альбомы
| Название                  | Детали |
| ------------------------- | --- |
| Me and My Broken Heart EP | - Выпущен: 18 March 2014 - Лейбл: School Boy, Giant Little Man, Mad Love, Interscope - Форматы: CD, цифровая дистрибуция |

## Награды и номинации
| Год  | Номинация              | Награда                                               | Результат |
| ---- | ---------------------- | ----------------------------------------------------- | --------- |
| 2014 | Rixton                 | Teen Choice Award for Choice Music Group              | Номинация |
| 2014 | Me and My Broken Heart | Teen Choice Award for Choice Single Group             | Номинация |
| 2014 | Rixton                 | Teen Choice Award for Choice Music: Breakout Group    | Номинация |
| 2014 | Rixton                 | Teen Choice Award for Choice Summer Music Star: Group | Номинация |

## Концертные туры
В 2015 группа выступала на разогреве у Арианы Гранде в рамках её тура The Honeymoon Tour.